# 奈古屋堯英
奈古屋 堯英（なごや たかひで）は、江戸時代中期の徳山藩家老。禄高は500石。父は奈古屋隆芳。子に奈古屋豊昌。

## 生涯
元禄10年（1697年）、毛利元次の代の徳山藩家老である奈古屋隆芳の長男として生まれる。
正徳5年（1715年）に発生した万役山事件によって徳山藩が改易されると、家老でありながら元次への諫言を怠り職責を果たさなかったとして、父の隆芳が見島へ流罪となった。同様に他の家老たちも流罪に処されている。
叔父の奈古屋里人らを中心とした徳山藩再興運動により、享保4年（1719年）に徳山藩が再興されると、堯英は4代藩主毛利元堯の家老となり、元堯から「堯」の偏諱を与えられた。享保6年（1721年）2月11日に元堯が死去すると、元堯の弟である広豊に仕えた。
享保7年（1722年）6月19日に26歳で死去。子の豊昌が跡を継ぎ、徳山藩家老となった。